# 科洛馬 (蒙大拿州)
科洛馬（英語：Coloma）是位於美國蒙大拿州米蘇拉縣的鬼鎮。

## 歷史
科洛馬的郵局於1895年設立，其後於1908年停運。

## 地理
科洛馬所處的海拔為高於海平面1807米（即5928英呎），而該地所採用的時區為UTC-7，即北美山地時區（MST）。同時該地設有夏令時間，為UTC-7調快一小時，即UTC-6（MDT）。